# Кьялами

Трасса, использовавшаяся с по годы.

«Кьяла́ми» (англ. Kyalami Circuit) — трасса «Формулы-1», на которой с 1967 по 1993 годы проводились этапы Гран-при ЮАР. Расположена к северу от Йоханнесбурга, в провинции Гаутенг. Трасса была открыта в 1961 году, но первый этап чемпионата мира в ЮАР принимала трасса «Ист-Лондон». Однако, начиная с 1967 года трасса «Кьялами» стала единственным на протяжении многих лет местом проведения этапов гонок чемпионата мира «Формулы-1» в ЮАР.

## Характеристики трассы
Первоначальная длина трассы составляла 4094 м, но после небольших преобразований длина трека была увеличена до 4104 м. В такой конфигурации трасса просуществовала до 1985 года. Гран-при 1992—93 годов проходили на конфигурации трассы с длиной 4261 метров.
5 марта 1977 года, в первом повороте трассы погиб Том Прайс, сбив маршала перебегавшего трассу с огнетушителем, который и попал гонщику в голову.

## История
Гран-при ЮАР 1981 года должен был стать первым этапом чемпионата мира в том сезоне. Но из-за конфликта FISA и FOCA гонка хоть и состоялась (7 февраля), в ней приняли участие только сторонники FOCA (в число которых не входили Alfa Romeo, Ferrari, Ligier и Renault), также не стартовала Osella. Результаты соревнования в итоге не были учтены в зачёт мирового первенства.

## Победители Гран-при ЮАР на трассе Кьялами
Розовым цветом отмечены гонки, не являющиеся этапами чемпионата мира в классе Формула-1.
| Год  | Пилот            | Команда          | Отчёт |
| ---- | ---------------- | ---------------- | ----- |
| 1993 | Ален Прост       | Williams-Renault | Отчёт |
| 1992 | Найджел Мэнселл  | Williams-Renault | Отчёт |
| 1985 | Найджел Мэнселл  | Williams-Honda   | Отчёт |
| 1984 | Ники Лауда       | McLaren-TAG      | Отчёт |
| 1983 | Риккардо Патрезе | Brabham-BMW      | Отчёт |
| 1982 | Ален Прост       | Renault          | Отчёт |
| 1981 | Карлос Ройтеман  | Williams-Ford    | Отчёт |
| 1980 | Рене Арну        | Renault          | Отчёт |
| 1979 | Жиль Вильнёв     | Ferrari          | Отчёт |
| 1978 | Ронни Петерсон   | Lotus-Ford       | Отчёт |
| 1977 | Ники Лауда       | Ferrari          | Отчёт |
| 1976 | Ники Лауда       | Ferrari          | Отчёт |
| 1975 | Джоди Шектер     | Tyrrell-Ford     | Отчёт |
| 1974 | Карлос Ройтеман  | Brabham-Ford     | Отчёт |
| 1973 | Джеки Стюарт     | Tyrrell-Ford     | Отчёт |
| 1972 | Денни Халм       | McLaren-Ford     | Отчёт |
| 1971 | Марио Андретти   | Ferrari          | Отчёт |
| 1970 | Джек Брэбем      | Brabham-Ford     | Отчёт |
| 1969 | Джеки Стюарт     | Matra-Ford       | Отчёт |
| 1968 | Джим Кларк       | Lotus-Ford       | Отчёт |
| 1967 | Педро Родригес   | Cooper-Maserati  | Отчёт |

## См.также
- Список погибших на трассе Кьялами[англ.]